# Dragon Age
Dragon Age é uma série de jogos eletrônicos de RPG de fantasia criados e desenvolvidos pela BioWare, que tiveram lançamentos no Xbox 360, PlayStation 3, Microsoft Windows, OS X, PlayStation 4, Xbox One, PlayStation 5 e Xbox Series X/S. A franquia se passa no continente fictício Thedas, e segue as experiências de seus vários habitantes.
O primeiro jogo da série, Dragon Age: Origins, segue a história de um recruta recente de uma lendária ordem de guerreiros conhecida como Grey Wardens. Sua missão é salvar o reino de Ferelden de ser invadido pelos Darkspawn, uma raça monstruosa de seres subterrâneos que enxameiam o mundo da superfície a cada poucas centenas de anos em um movimento conhecido como Blight. Uma Praga começa quando os darkspawn rastreiam e despertam um Archdemon, um poderoso dragão que controla as hordas de Darkspawn. Sua sequência, Dragon Age II, é centrada no filho mais velho da família Hawke, um refugiado Blight que se muda com sua família para a cidade natal de sua mãe, Kirkwall, em The Free Marches. Lá, ao longo de aproximadamente sete anos, eles começam como criminosos e sobem na estrutura de poder da cidade para eventualmente se tornarem os Campeões de Kirkwall. Como tal, em meio à crise e agitação política, eles passam a ajudar a tomar decisões que influenciam toda Thedas.
A terceira parcela, Dragon Age: Inquisition, centra-se na Inquisição, uma organização encarregada de restaurar a paz e a ordem em Thedas, que está sofrendo com várias guerras e sendo devastada por uma invasão demoníaca de além do reino mortal mais de uma década após os eventos do primeiro jogo. O Arauto de Andraste, que mais tarde se torna o Inquisidor, é o único indivíduo que pode selar as fendas que trazem demônios para Thedas, devido a uma misteriosa marca mágica em sua mão. Eles também ajudam a trazer paz ao cenário político. Uma quarta parcela, Dragon Age: The Veilguard (anteriormente Dragon Age: Dreadwolf), foi lançada em 31 de outubro de 2024. Ele se concentra em Rook, que foi recrutado por Varric Tethras para ajudá-lo a impedir Solas, também conhecido como o deus trapaceiro élfico Fen'Harel, de derrubar o Véu. Ao interromper o ritual de Solas, eles acidentalmente liberam dois deuses élficos aprisionados – Elgar'nan e Ghilan'nain – que então causam estragos em Thedas com a Praga na tentativa de conquistar o mundo. Rook, apoiado por companheiros e várias facções, se propõe a impedir que esses membros do panteão élfico alcancem seus objetivos.
Os jogos da série principal tiveram sucesso comercial, bem como aclamação positiva por sua narrativa, conhecimento do universo, desenvolvimento de personagens, dublagem e ênfase nas escolhas do jogador que afetam a experiência. Os três primeiros jogos da série principal também foram acompanhados por uma variedade de expansões e complementos de conteúdo para download (DLC). Além dos videogames, a franquia se expandiu para outras mídias e inclui jogos spin-off, romances, histórias em quadrinhos, histórias em quadrinhos, uma série da web, um filme de animação, uma série animada de televisão, bem como outros produtos e mercadorias licenciados.

## Jogos
| Título                          | Lançamento | Desenvolvedora | Observações | Plataformas                                               |
| ------------------------------- | ---------- | -------------- | ----------- | --------------------------------------------------------- |
| Dragon Age: Origins             | 2009       | BioWare        |             | Windows, PlayStation 3, Xbox 360, MacOS                   |
| Dragon Age: Origins – Awakening | 2010       | BioWare        | Expansão    | Windows, PlayStation 3, Xbox 360, MacOS                   |
| Dragon Age II                   | 2011       | BioWare        |             | Windows, PlayStation 3, Xbox 360, MacOS                   |
| Dragon Age: Inquisition         | 2014       | BioWare        |             | Windows, PlayStation 3, PlayStation 4, Xbox 360, Xbox One |
| Dragon Age: Veilguard           | 2024       | BioWare        |             | PlayStation 5, Xbox Series X/S, Windows                   |

#### Dragon Age: The Veilguard
O quarto jogo Dragon Age começou seu desenvolvimento em 2015 com o codinome "Joplin", no entanto, o desenvolvimento de "Joplin" foi cancelado em outubro de 2017. O projecto foi reiniciado em 2018 sob o codinome "Morrison". Em junho de 2022, o título do jogo foi anunciado como Dragon Age: Dreadwolf, e em junho de 2024, o jogo ganhou o novo título de Dragon Age: The Veilguard.